# Tandoori Love
Tandoori Love ist eine Komödie, die im Berner Oberland spielt. Regie und Drehbuch stammen von Oliver Paulus. Der Film wurde 2008 produziert und besteht aus Elementen aus Liebesfilm, Komödie, Musical und Bollywood.

## Handlung
Ein Filmteam aus Indien kommt ins Berner Oberland um einen Bollywood-Film in den Berner Alpen zu drehen. Dabei trifft der Koch Rajah im Supermarkt auf Sonja, die mit Markus, dem Sohn der Besitzerin des Gasthauses «Hirschen» verbandelt ist. Rajah verliebt sich in Sonja und möchte sie heiraten. Sonja ist verwirrt und sieht in Rajah einen Spinner. Rajah ist es aber ernst und so besucht er sie im Gasthaus «Hirschen». Dort setzt er sich für Sonja ein, als ein Gast ihr einen Klaps auf den Po gibt und gewinnt so ihren Respekt.
Markus entdeckt vor dem «Hirschen» einen Wagen mit von Rajah mitgebrachtem Essen und probiert davon. Er ist von den Speisen so begeistert, dass er Rajah sofort als Chefkoch einstellt, in der Absicht, aus dem «Hirschen» ein Gourmetrestaurant machen.
Beim Filmteam wird Rajah dagegen vermisst und die Hauptdarstellerin des Bollywood-Films weigert sich, weiter zu drehen, wenn ihr Leibkoch Rajah nicht für sie kocht. Die Rösti verweigert sie. Sonja und Markus entzweien sich, weil sich Sonja von Markus in seinen Entscheidungen übergangen fühlt. Daraufhin verliebt sie sich in Rajah und hintergeht Markus. Markus will sich mit Sonja wieder versöhnen und bittet Rajah, als Überraschung für Sonja einen Verlobungsring in eine Speise einzuarbeiten. Daraufhin macht Rajah Sonja im Supermarkt einen Heiratsantrag, den sie aber klar ablehnt. Sie bittet Rajah, abzureisen und geht zurück zu Markus.
Als Markus hört, dass Rajah verschwunden ist, stürmt er in die Küche und findet den Ring nicht mehr. Er geht davon aus, dass Rajah ihn bestohlen hat.
Die die Arbeit verweigernde Filmdiva wird vom Produzenten in den «Hirschen» gezerrt, weil er Wind bekommen hat, dass Rajah dort kochen soll. Statt von Rajah gekochte Speisen bekommt sie aber wieder typisch schweizerisches Essen. Zuerst ist sie entsetzt, doch dann probiert sie das «Gitzli» und findet schließlich Gefallen daran.
Markus erhält einen Brief von Rajah und findet darin den vermissten Ring. Ihm wird klar, dass er Rajah zu Unrecht als Dieb angesehen hat. Er macht Sonja einen Heiratsantrag, doch auch diesen nimmt sie nicht an.
Sonja ist sich ihrer Gefühle nicht mehr sicher, doch sie erkennt, dass sie Rajah vermisst. In ihrer Fantasie besucht sie Rajah in Indien und gesteht ihm ihre Liebe.

## Kritik
„Eine überaus amüsante Inszenierung, deren etwas dünne Handlung jederzeit durch gute Einfälle und viel Sinn für visuelle Gags aufgefangen wird.“

## Auszeichnungen
- Cairo International Film Festival, Best Artistic Contribution Award 2008
- Nominierung für Bester Film beim Schweizer Filmpreis 2009
- Internationales Filmfestival von Locarno, SUISA-Preis für die beste Filmmusik 2009